# Geoemyda spengleri
Espèce
Synonymes
- Testudo spengleri Gmelin, 1789
- Testudo serrata Shaw, 1802
- Testudo tricarinata Bory, 1804
- Geoemyda spengleri sinensis Fan, 1931

Statut de conservation UICN

 EN A1cd+2cd : En danger
Statut CITES
La tortue spenglérienne ou Géoémyde de Spengler (Geoemyda spengleri) est une espèce de tortues de la famille des Geoemydidae.
C'est la plus petite des géoémydidés : la longueur de sa carapace  peut mesurer un peu plus de 10 cm.

## Répartition et habitat
Cette espèce de tortue terrestre, même s'il lui arrive parfois d'évoluer dans des eaux peu profondes, se rencontre en Chine dans les provinces du Hunan, du Guangdong, du Guangxi et de Hainan et au Viêt Nam.
Elle vit dans les forêts montagneuses et les fourrés de bambous.

## Description
La tortue spenglérienne est active en milieu de journée au Vietnam, surtout quand le soleil sort après la pluie.
En captivité, elle peut vivre jusqu'à 18 ans.

## Alimentation
Elle est omnivore : elle mange des fruits et des légumes, des insectes et des larves et est friande d'escargots.

## Reproduction
Il faut environ 70 jours pour que les œufs éclosent. Les petits mesurent entre 3,2 et 4,2 cm  et ils pèsent de 5 à 8 g.

## Étymologie
Cette espèce est nommée en l'honneur de Lorenz Spengler (1720-1807).

## Publication originale
- Gmelin, 1789 : Caroli a Linné Systema naturae. 13. ed., Tom 1 Pars 3. G. E. Beer, Lipsiae, p. 1033-1516.